# Sho Tanaka (futbolista)
Sho Tanaka (田中 憧 Tanaka Sho?, nacido el 21 de noviembre de 1994 en Tokio) es un futbolista japonés que se desempeña como defensa.

## Trayectoria

### Clubes
| Club             | País  | Año               |
| ---------------- | ----- | ----------------- |
| Grulla Morioka   | Japón | 2017 - 2019       |
| Ococias Kyoto    | Japón | 2019 - 2020       |
| Fukuyama City FC | Japón | 2020 - actualidad |

## Estadística de carrera

### J. League
| Club           | Año   | J. League | J. League | Copa J. League | Copa J. League | Total | Total |
| Club           | Año   | Part.     | Goles     | Part.          | Goles          | Part. | Goles |
| -------------- | ----- | --------- | --------- | -------------- | -------------- | ----- | ----- |
| Grulla Morioka | 2017  | 2         | 0         | -              | -              | 2     | 0     |
| Total          | Total | 2         | 0         | 0              | 0              | 2     | 0     |